# Wilkins
Germán Wilkins Vélez Ramírez (Mayagüez; 10 de marzo de 1953) conocido simplemente como Wilkins, es un cantautor puertorriqueño. Es conocido por éxitos a nivel internacional como «Margarita» (1987) y «Sopa de caracol» publicado en 1991. 
Sus primera colaboración fue a los 11 años de edad entró a la banda "Los Fratelos", donde conoció a "Rubén Cervantes", con quien formó el dueto "Wilkins y Rubén". En 1969 grabó un disco para la empresa discográfica mexicana RCA. 
Ha recorrido los 5 continentes, presentándose en más de 30 países con sus conciertos, películas y más de 45 producciones discográficas grabados en distintas partes del mundo, en diversos idiomas y dialectos. Se le conoce como “El Divino Rockmántico”, desde que la escritora Ana Lydia Vega, describiera en un ensayo literario, el estilo que caracteriza a Wilkins; estilo que él ha creado con sus movimientos, fuerza interpretativa y el aspecto teatral que lo distingue, logrando el divino romance entre el rock y la balada. Ha recibido los reconocimientos más importantes por parte de la industria y de las autoridades de distintas partes del mundo, con 23 Discos de Oro y 11 de Platino en su haber. Dentro de su mundo, ha podido enfocar su creatividad y labor humanitaria expresándolo a través de su excentricidad abriendo caminos entre vinos, castillos, poesía y música.

## Vida y carrera

### Inicios

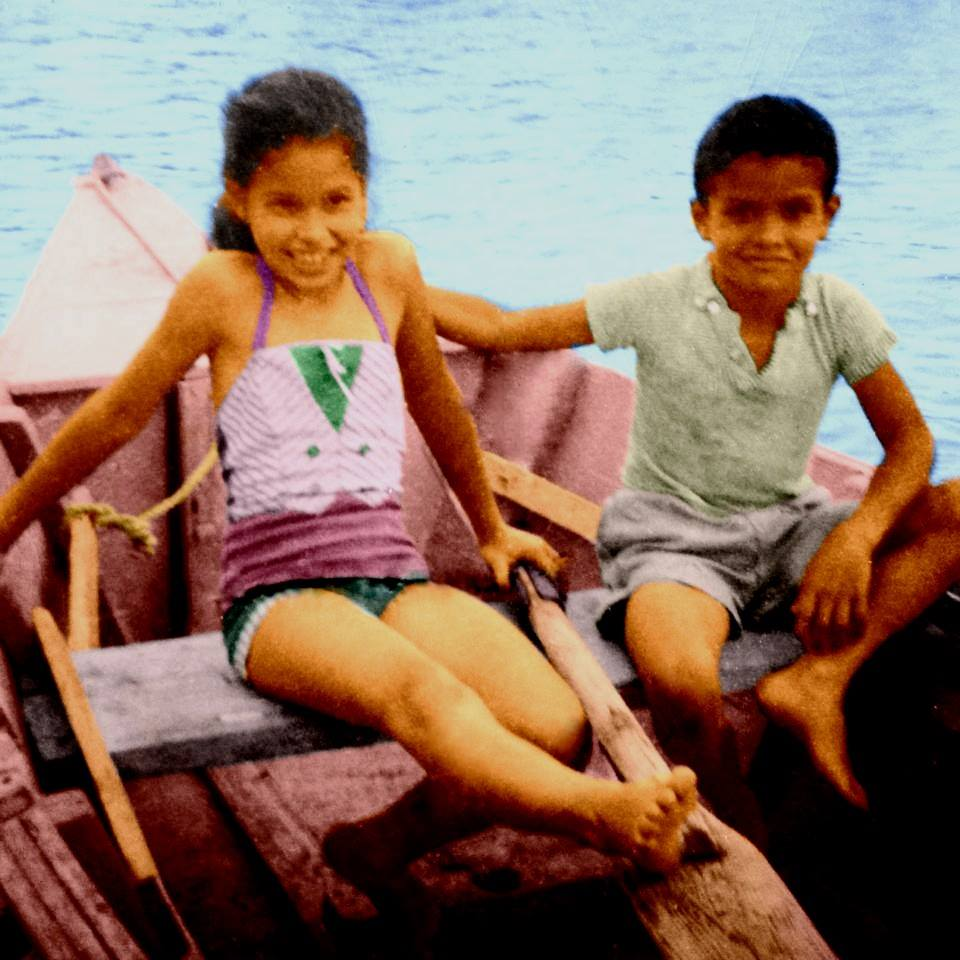
Wilkins con su hermana Bruni en Mayagüez.

Es hijo de Germán Vélez (locutor y cantante que hacía dúos con el cantautor Mon Rivera), y de la doctora Áurea Ramírez, dermatóloga del área metropolitana de San Juan.
Comenzó su carrera artística en 1959 ―a los cinco años de edad― grabando jingles comerciales en Mayagüez.
En 1962 se trasladó con su familia a México, donde su madre iba a estudiar medicina.

### 1970-1975: Etapa en México, inicio de carrera como solista

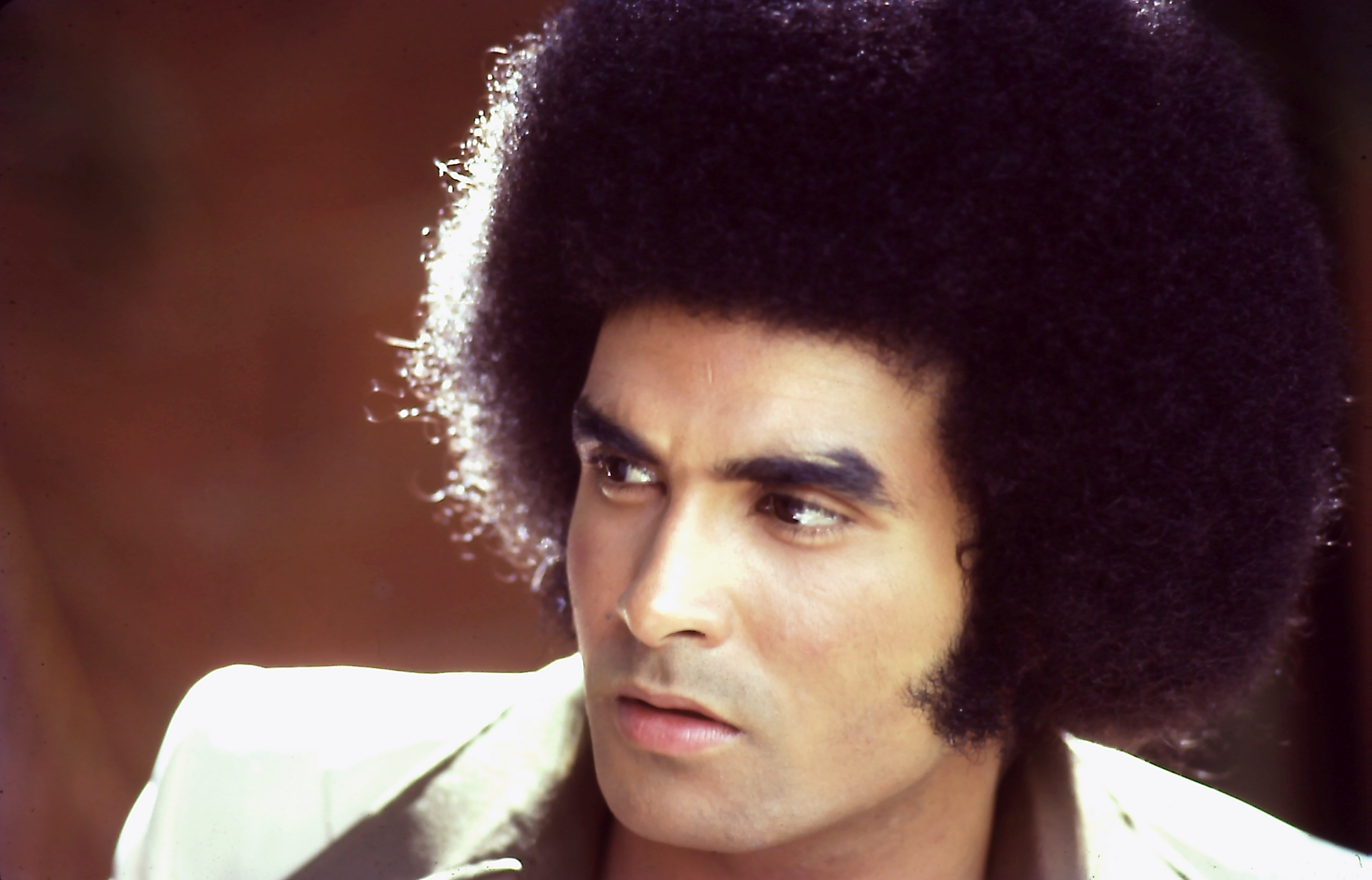
Wilkins en una foto promocional de 1978

A los 11 años de edad entró a la banda Los Fratelos, donde conoció a Rubén Cervantes, con quien formó el dueto Wilkins y Rubén. En 1969 grabó un disco para la empresa discográfica mexicana RCA.
Dos años más tarde Santitos Colón lo recomendó a la discográfica neoyorquina May Lou Records y a los 17 años inició su carrera como solista lanzando el álbum Por primera vez, el cual fue arreglado y producido por Tito Puente.
En 1970, Wilkins representó a Puerto Rico en el II Festival de la Canción Latinoamericana en la ciudad de Nueva York, alcanzando el segundo lugar entre 24 participantes con la canción «Espérame», en la que fue dirigido por la leyenda Tito Puente. Inmediatamente después, Wilkins fue contratado por el productor Tommy Muñiz para presentar su propio espacio en televisión con el Show del mediodía.
Durante esta etapa lanzó los discos Wilkins en 1973 y Por tu rumbo en 1974, ambos producidos por la Fania y que incluyen los temas «Quiero estar en tu cuerpo», «Sin destino», «El carrito azul» y su versión del clásico «Cuando ya no me quieras».
Para esa época Wilkins se destacó como compositor de grandes artistas internacionales como su compatriota Yolandita Monge entre ellos: 1. Alguien q se amó de más; 2. Te llevo conmigo; 3. Es la lluvia que cayendo va; 4. Yo creo que es mejor decir adiós; 5. Después viene el vacío; 6. Y todavía te quiero.

### 1975-1980: Primeros éxitos y proyección internacional
En 1975 fue contratado por la discográfica Velvet, de Roberto Pagé. Con el lanzamiento de canciones como «Candilejas», «Yo quiero un día» y «Esto sí es amor», Wilkins se convirtió en toda una figura de primer orden en el campo discográfico. A sus primeros aciertos con Velvet se añadieron entonces nuevos éxitos como «O tú o nada», «Pensamiento y palabra», y «No se puede morir por dentro». Otro de esos aciertos lo fue "Bella sin alma", uno de sus temas más conocidos, especialmente por el drama que le añade Wilkins cuando al interpretarla en vivo, le canta y reclama a una silla vacía a la que finalmente arroja al piso con fuerza.
Las canciones de Fe han sido una necesidad espiritual a través de su vida. Esto se reflejó en su música por Primera vez en 1976 con la canción «Como no creer en Dios», que aparece en el disco No se puede morir por dentro. Se considera que la canción comenzó el movimiento de la música cristiana en las radios de música popular.
Fue el primer artista puertorriqueño en presentarse en Europa oriental, en países del Bloque Soviético como Bulgaria en 1976, tras la Cortina de Hierro, en donde a los 23 años gana el Segundo Premio en el Festival de Oro, cantando en Búlgaro y Español. Además es uno de los primeros artistas latinos en realizar sus producciones discográficas en Europa, a partir de 1977 en Alemania e Italia.
En 1977 firma con la disquera Coco Records en Nueva York y produce su primer Disco en Italia (Milán), "Amarse un poco", junto a Gian Piero Reverberi.
Se gradúa de la Universidad de Puerto Rico en Bachillerato en Ciencias.

### 1978-1989: MASA Records, Margarita y consolidación

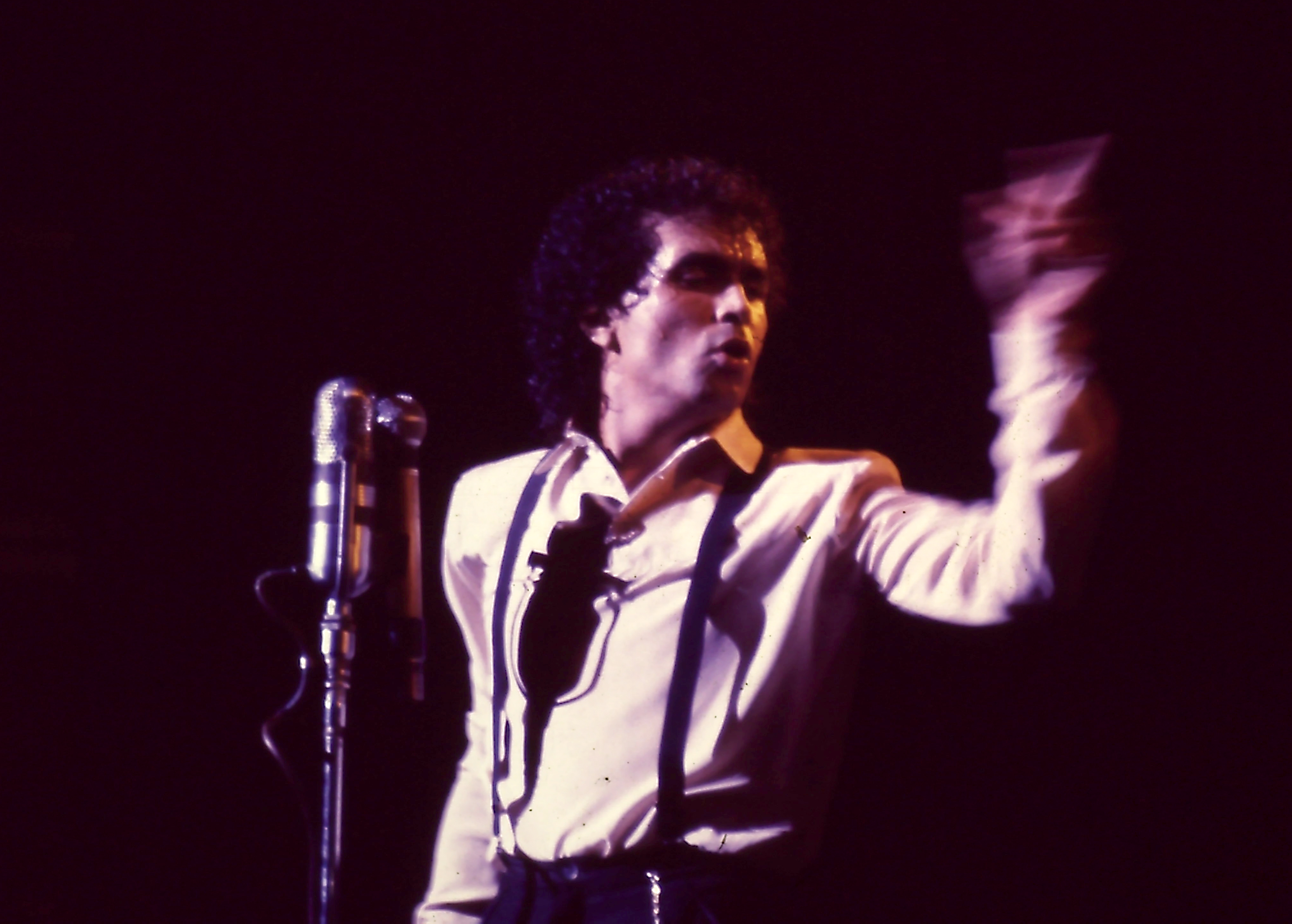
Wilkins en concierto en el teatro de la UPR en 1983.

En 1978, con 25 años, Wilkins decide tomar control de su carrera y, especialmente de su música, y funda su propia casa discográfica: Masa Records. que lanza con el disco Con mi música para otro lado que incluye el icónico tema de música folklórica puertorriqueña "De ahí vengo yo".
El 1981 fue un año importante en la carrera de Wilkins pues logró algo sin precedentes en la historia cultural de Puerto Rico, al ser el primer cantante de música popular en presentarse en el Teatro de Bellas Artes Luis A. Ferré, reservado hasta ese entonces exclusivamente a la música clásica. Esto y doce exitosas temporada de conciertos lo hicieron merecedor de que el octavo aniversario del prestigioso teatro fuera en su honor. Para ese tiempo ya había llenado a capacidad el coliseo Roberto Clemente con la presentación del concierto «Rockmántico». Ese mismo año (1981) la lista Billboard lo seleccionó mejor cantante, compositor y álbum. Volvería a conseguir el mismo galardón en 1986.
En 1983 volvería a hacer historia al convertirse en el primer artista latino en la historia en presentarse en el estadio Hiram Bithorn en San Juan en un concierto llamado "En manos del amor".

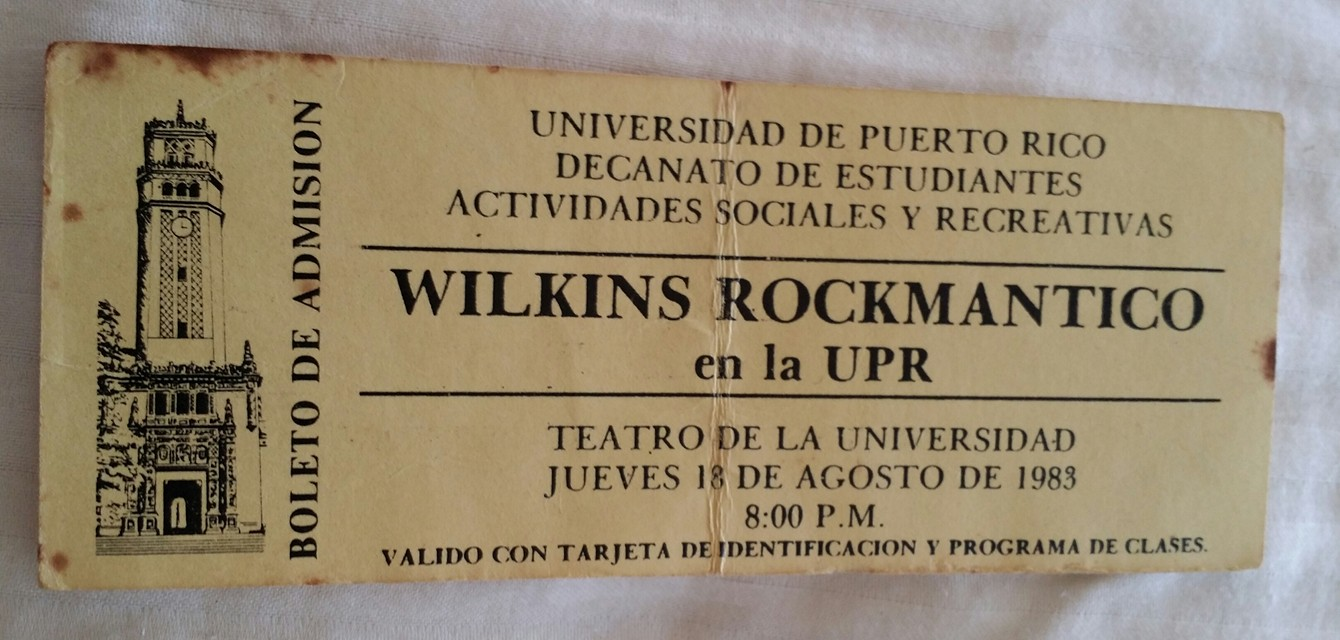
Entrada para concierto "Wilkins Rockmántico en la UPR" en 1983.

Graba en Roma, Italia y en Múnich, Alemania uno de sus discos más vendidos Aventura. Fue uno de los primeros latinos en incorporar la computadora en sus discos (Drum Machine), logrando en esta producción un sonido diferente junto al maestro Gian Piero Reverberi. Al regreso de Italia, se presenta en Madrid, España en el exitoso programa de Televisión 300 Millones.
En 1984 lanza el álbum La historia se repite, en donde interpreta éxitos de la década del 50 en español y en inglés tales como "Twist", "Rock en la prisión" y "Cuando calienta el sol".
En 1986 Wilkins conseguiría una hilera de éxitos considerados aciertos musicales como «Una historia importante», «Mi problema eres tú», «Amarte a ti», «Llamará», «Corazón agitado» y «Si yo fuera mujer». Ese mismo año fue escogido por Pepsi para complementar una campaña promocional junto a la cantante estadounidense Tina Turner. El anuncio que fue presentado en la premiación de los Grammy se transmitió en el Caribe y en la costa este de los Estados Unidos.
En 1987 lo contrató la discográfica multinacional Wea, con ellos llevó a cabo el lanzamiento del álbum Paraíso perdido, donde aparece la canción «Margarita», que se convirtió en tema musical de la película Salsa (1988), que protagonizó Robi “Draco” Rosa y es al día de hoy uno de los temas insignia de Wilkins. El tema ha sido grabado en sobre 40 idiomas, incluyendo armenio y japonés.
También en 1987 presentó el espectáculo Histeria, con el cual se inauguró el Coliseo Rubén Rodríguez de la ciudad de Bayamón. Previo al concierto hizo una presentación especial en el programa Noche de gala junto al exgobernador Luis A. Ferré.

### 1988-1998: Estrellato internacional, "Sopa de Caracol" y éxito en Argentina
En 1988 año presentó el espectáculo Histeria con el cual se inauguró el coliseo Rubén Rodríguez de la ciudad de Bayamón. Previo al concierto hizo una presentación especial en el programa Noche de gala junto al exgobernador Luis A. Ferré.
En la década de 1990, el cantautor mayagüezano contó con diversos éxitos en la industria desde la versión de la “Lambada (Llorando se fue)” en 1990, pasando por “Sopa de caracol” (1991), “Panggayo”, junto a Michael Sembello (1992) hasta el tema de la telenovela “Rubí”, titulada “Mejor hago las paces con tu duende”.
Ese mismo año el mayagüezano escribió con el astro italiano Ricardo Cocciante la canción “Puerto Rico Querido”, incluida también en este álbum que impacta mundialmente, logrando altas ventas en países como Alemania y Argentina.
Ya en 1995 el compacto “El amor es más fuerte” se convirtió en un nuevo clásico trascendiendo con los temas “Qué me pasa contigo” y “La condena”. Esta producción enmarcó su regreso multitudinario a un concierto en el estadio Hiram Bithorn ese mismo año.

### 1997-2011: El deseo original y retiro
En 1997 Wilkins adquiere un castillo medieval en Tanti, Córdoba, Argentina y un año más tarde crea su propia línea de vinos elaborados en el Cono Sur con el nombre Vinos del Castillo de Wilkins – “Gualicho”. Simultáneamente su carrera echó raíces en Córdoba, donde goza de amplia popularidad. Allí distribuyó la producción “Rompamos el hielo” en 1998, la que antecedió su exitosa producción de 2001, “El deseo original”. Esta última complementada también por un libro de poemas inéditos, se convirtió en una de las producciones más sobresalientes del año según la Fundación Nacional para la Cultura Popular.
En 2002 editó un compendio de éxitos inspiracionales titulado El cielo. El mismo incluye aciertos de su repertorio como “Como no creer en Dios” y el tema que da título a la producción, en el cual cuenta como invitado al reconocido cantante clásico Antonio Barasorda. Un año más tarde incursiona en el mundo tecnológico lanzando al mercado el DVD Wilkins: unplugged... amores. Es éste el primer DVD 5.1 realizado en suelo boricua.
Al cierre de 2005 el cantante lanzó al mercado lo que ha sido considerado una de sus obras más completas: “Tu fan”. La misma fue seleccionada por la Fundación Nacional para la Cultura Popular como una de las más sobresalientes del año.
Dos años más tarde Wilkins lanzó al mercado una recopilación discográfica, que resume aciertos musicales de su extensa carrera. “Disco de Oro: Cuatro décadas de éxitos y cinco nuevas canciones”, fue el título de esta compilación en CD/DVD que se alcanzó los primeros lugares de ventas en Puerto Rico.
Ese mismo año el artista sorprendió a su público al anunciar su inesperado retiro. Con la Sala Antonio Paoli, del Centro de Bellas Artes de Santurce, como escenario de la despedida Wilkins llenó seis funciones del concierto denominado Respiraré: El último concierto.

### 2011-2013: Problemas de salud, recuperación y regreso a los escenarios
En octubre de 2011 Wilkins se encuentra al borde de la muerte, tras adquirir una extraña bacteria que se aloja en su columna vertebral, es sometido de emergencia a una delicada operación que lo deja inmovilizado con un chaleco cervicotorácico durante 9 meses. Parte de su proceso de recuperación lo realiza en las montañas de Argentina en su castillo.
Luego de esta terrible prueba, Wilkins decide vivir. Sintiéndose un hombre nuevo, regresa a los escenarios. Octubre 2013, se presenta con un exitoso Concierto, al que titula Wilkins Vive, acompañado por la Orquesta Filarmónica, en el Coliseo de Puerto Rico “José Miguel Agrelot”, en donde interpreta sus más grandes éxitos, con arreglos Sinfónicos.

### 2014-2019
Noviembre de 2014, Wilkins en honrado en vida, el Municipio de Mayagüez oficializa el nombramiento al Palacio de Recreación y Deportes de Mayagüez, ícono de la actividad cultural y deportiva de la región oeste, como “Germán Wilkins Vélez Ramírez”. En ese mismo acto, se eleva un monumento en bronce con la figura de Wilkins, que representa al hombre y al artista que por su trayectoria y vida ha dejado una huella imborrable en el tiempo y en el corazón de su pueblo, sirviendo de ejemplo enaltecedor a las presentes y futuras generaciones.
Una de las placas que acompaña al monumento recoge la frase del cantante “Las batallas se ganan antes de las batallas, es una victoria interna”.
Septiembre de 2015, Wilkins hace historia convirtiéndose en el primer artista puertorriqueño en presentarse en concierto en un lugar que lleva su nombre. 
El concierto titulado Wilkins Monumental junto a la orquesta Sinfónica de Puerto Rico bajo la dirección del maestro Maximiano Valdés.
Luego de sus presentaciones en el 2016 y 2018 en el Teatro de Bellas Artes, en el 2019 lanzará al mercado su nuevo disco, luego de cinco años escribiendo y produciendo este álbum.

### 2020-presente: Obra maestra
En 2020 lanza "Ella", el primer sencillo promocional de su nuevo proyecto titulado Obra Maestra.

## Éxitos
- Bella sin alma
- Te amo
- A quién vas a engañar
- Respiraré
- Tratándose de ti
- Esto sí es amor
- Candilejas
- No se puede morir por dentro
- Como no creer en Dios
- Pensamiento y palabra
- O tú o nada
- De ahí vengo yo
- Yo apuesto a mí
- Para vivir
- El sucesor
- Te mataría
- Amarte a ti
- Mi problema eres tú
- Si yo fuera mujer
- Mejor hago las paces con tu duende
- Lambada
- Margarita
- Sopa de Caracol
- Sereno
- Corre y búscalo
- Qué me pasa contigo
- Pequeña y frágil
- Un nuevo amor
- Te extraño
- Boogaloo

### Colaboraciones
Wilkins ha producido discos junto a importantes músicos:
Carlos Alomar,
Ricardo Cocciante,
Paquito D’Rivera,
Emilio Estefan,
Charly García,
Tito Puente,
Gian Piero Reverberi y
Michael Sembello,
entre otros.

## Discografía[21]
- 1968: Wilkins y Rubén
- 1971: Por primera vez
- 1972: Espérame
- 1973: Wilkins
- 1974: Por tu rumbo
- 1975: Wilkins
- 1976: O tú o nada
- 1976: No se puede morir por dentro
- 1977: Amarse un poco
- 1979: Con mi música para otro lado
- 1979: Con mucho amor
- 1980: Respiraré
- 1981: Una buena canción de amor
- 1982: Aventura
- 1983: Completamente vivo
- 1984: La historia se repite
- 1985: Todo sabe a ti
- 1986: Si yo fuera mujer y 10 éxitos
- 1987: Paraíso perdido
- 1987: Margarita (sencillo)
- 1989: L. A. / N. Y.
- 1990: Una historia importante
- 1991: Solamente éxitos
- 1991: Todo ritmo...En vivo en Bellas Artes
- 1991: Sereno
- 1992: Panggayo
- 1993: Mucho dinero (sencillo)
- 1994: El fuego sagrado
- 1995: Palabras que bailan
- 1995: Wilkins: Leyenda
- 1995: El amor es más fuerte
- 1997: Pole Pole
- 1998: Rompamos el hielo
- 2001: El deseo original
- 2003: El cielo
- 2004: Unplugged....amores (DVD)
- 2005: Tu fan
- 2007: Disco de oro
- 2009: Standing Ovation
- 2015: 20 Éxitos Rockmánticos Vol. I
- 2015: 20 Éxitos Rockmánticos Vol. II
- 2020: Obra maestra